# Déclaration d'indépendance de l'Azerbaïdjan

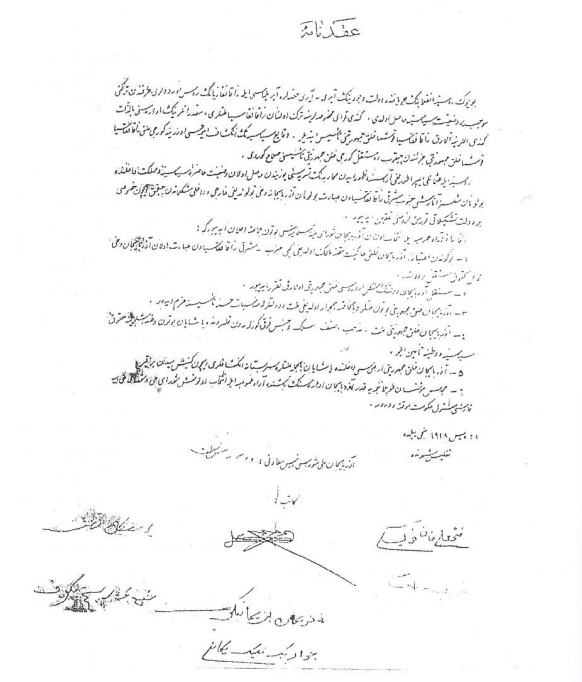
Déclaration d'indépendance de l'Azerbaïdjan

La déclaration d'indépendance de l'Azerbaïdjan (en azéri : Azərbaycanın İstiqlal Bəyannaməsi) est la déclaration d'indépendance de la République démocratique d'Azerbaïdjan vis-à-vis de l'Empire russe, proclamée à Tbilissi le 28 mai 1918.
La République démocratique d'Azerbaïdjan est alors fondée par le Conseil national azerbaïdjanais après l'effondrement de l'Empire russe qui a commencé avec la révolution russe de 1917. Jusqu'alors seulement une référence géographique, l'Azerbaïdjan est ainsi devenu le nom d'un État, avec une population d'environ 2 millions de personnes, constituée de Tatars, de musulmans transcaucasiens et de Turcs de race blanche.

## Histoire
Au début de 1918, la situation politique dans le Caucase demeurait critique. Après l'échec des pourparlers de paix russo-allemands à Brest-Litovsk, les troupes germano-turques commencèrent à attaquer le 6 décembre 1917 dans le Caucase. Au début de janvier 1918, les troupes turques ont pu s'emparer des provinces de Kars et de Batoumi.
Les députés de Transcaucasie élus au Conseil des entrepreneurs de Russie[Quoi ?] ont décidé de créer un Sejm de Transcaucasie - le Parlement de Transcaucasie, organe gouvernemental du pays le 14 février 1918.
Du parti "Musavat" et d'un groupe de neutralités démocratiques: Mammad Youssif Jafarov, AliMardan Toptchoubachov, Mémméd Emin Résulzadé, Nassib Youssifbayli, Hassan bey Aghayev, Khosrov bay Soultanov, Mammadhasan Hadjinski, Mir Hidayat bay Seyidov, Fatali Khan Khoyski, Khalil bey Khasmammadov, Ahmed Bey Mahammadbeyov, Aslan bey Gardachov, Chafi bay Rustambeyli, Javad Malik-Yeganov, Mustafa Mahmudov, Mehdi bey Hadjibababeyov, Hadji Selim Akhundzadeh, Mehdi bey Hadjinski, Khudadat bey Malik-Aslanov, Musseyib bey Eqikanova, Lutfali bey Behbudov, Firudin bey Kotcharli, Ibrahim aga Vakilov, Hamid bey Chakhtakhtinski, Rahim bay Vakilov, Alasgar bey Mahmudbeyov, Yusif Efendizade, Mirza Jamal Youssifzade, Mammadrza aga Vakilov, Islam bey Gaboulzadeh.

## Adoption
Le 28 mai 1918, dans le palais de l'ancien gouverneur de l'empereur de Russie dans le Caucase à Tbilissi, dans le salon bleu pour le groupe musulman de Sejm de Transcaucasie, membres du Conseil national d'Azerbaïdjan réunis à la réunion présidée par M. Hassan bey Aghayev[pas clair]. M. Hassan bey Aghayev a informé les participants de l’effondrement du Sejm transcaucasien, ainsi que de la situation interne et externe prévalant dans la région[pas clair]. Aghayev a mis la considération de l'Azerbaïdjan libre et indépendant[pas clair]. Après une discussion longue et approfondie, le secrétaire, Moustafa Mahmudov, a lu le nom des électeurs : 24 voix, avec 2 abstentions, ont adopté une déclaration d'indépendance de l'Azerbaïdjan. La déclaration a été signée par Hassan bey Aghayev, Fatali Khan Khoyski, Nassib Youssifbeyli, Jamo bey Hadjinski, Chafi bey Rustambeyli, Nariman bey Narimanbeyov, Javad Malik-Yeganov et Mustafa Mahmudov. Seuls Jafar Ahundov et l'un des dirigeants du parti İttihad, Majid Soultan Ghani Zadeh, n'ont pas voté pour l'adoption de la Déclaration.

### Monument
Le monument de la déclaration d'indépendance, érigé à Bakou dans la rue Istiglaliyyat en l'honneur de la République démocratique d'Azerbaïdjan, a été inauguré le 25 mai 2007. La déclaration d'indépendance, dans les deux versions écrites avec l'ancien alphabet azéri[Lequel ?] et l'alphabet latin, a été gravée sur le monument. Le président Ilham Aliyev a assisté à la cérémonie d'inauguration. Le monument a été érigé entre le bâtiment de l'Institut des manuscrits et celui de l'Université d'économie.

### Fête d'État
Le jour de l'adoption de la déclaration d'indépendance est la fête de la République en Azerbaïdjan, célébrée comme un jour férié depuis le 28 mai 1990.

## Texte annoté de la déclaration
1. « L'Azerbaïdjan est un État pleinement souverain ; il comprend les parties méridionale et orientale de la Transcaucasie, sous l'autorité du peuple azerbaïdjanais. »
2. « Il est résolu que la forme de gouvernement de l’État azerbaïdjanais indépendant est une république démocratique. »
3. « La République démocratique azerbaïdjanaise est déterminée à établir des relations amicales avec tous, en particulier avec les nations et les États voisins. »
4. « La République démocratique azerbaïdjanaise garantit à tous ses citoyens à l'intérieur de ses frontières tous les droits civils et politiques, sans distinction d'origine ethnique, de religion, de classe sociale, de profession ou de sexe. »
5. « La République démocratique azerbaïdjanaise encourage le libre développement de toutes les nationalités de son territoire. »
6. « Jusqu'à la convocation de l'Assemblée constituante azerbaïdjanaise, l'autorité suprême sur l'Azerbaïdjan est exercée par un Conseil national élu universellement et par le gouvernement provisoire responsable devant ce conseil. »